# Der Provinzonkel (1926)
Der Provinzonkel ist ein deutsches Stummfilmlustspiel aus dem Jahre 1926 von Manfred Noa mit Jakob Tiedtke, Liane Haid und Margarete Kupfer in den Hauptrollen.

## Handlung
Der Provinzonkel, der Herr von Klitz, will sich nach längerer Zeit wieder nach Berlin begeben, weil er schöne Erinnerungen an seinen Aufenthalt im dortigen „Mäusepalais“ hat. Sein Freund Krusewitz hat ihm seine Wohnung zur Unterkunft überlassen. Da der Hausherr in dieser Zeit verreist ist, haben sich auch Krusewitzens Diener und Hausmädchen über eine finanziell lohnende Verwendung der Wohnung Gedanken gemacht und sie als „Nacht-Kultur-Salon“ vermietet. Mit den erhofften 2000 Mark „Miete“ planen die Angestellten demnächst zu heiraten. Die Ankunft Klitz’ bringt alles durcheinander. Man organisiert eine Tänzerin, die den Provinzonkel vor der Haustür abfangen soll. Die junge Frau wird prompt von Klitz in die fremde Wohnung hineingebeten. Dann kündigt sich auch noch Frau von Klitz an, die ihrem Gatten nicht über den Weg traut und ihn auf Freiersfüßen wähnt.
Die Tänzerin überredet den Provinzonkel zu einem Rendezvous, um in der Wohnung für eine „sturmfreie Bude“ zu sorgen. Dieses geht jedoch schief, auch weil die junge Dame einen eifersüchtigen Freund und Liebhaber hat, und dieser dazwischen grätscht. Das Rendezvous geht schief, und Klitz landet plötzlich in einer üblen Kaschemme, in der er auch noch ausgeraubt wird. Dann taucht schließlich Frau von Klitz auf und sieht ihren Provinzonkel-Gatten mit der Tänzerin tanzen. Sie holt die Polizei, und das Fiasko ist perfekt. Klitz kehrt kleinlaut in die Arme seiner Gattin zurück, die jedoch ein Einsehen mit Krusewitzens Dienerschaft hat und dieser das Geld für eine anständige Hochzeit überreicht.

## Produktionsnotizen
Der Provinzonkel entstand im Frühling 1926, passierte die Filmzensur (nach dem ersten Verbot am 7. Mai) am 11. Mai desselben Jahres und hatte seine Premiere am 28. Mai 1926. Der Sechsakter besaß eine Länge von 2455 Meter.
Für den österreichischen Filmmarkt wurde die Geschichte, die hier Ein Wiener in Berlin hieß, etwas umgeschrieben, und der Provinzonkel zu einem Besucher aus der österreichischen Hauptstadt gemacht.
Julius von Borsody entwarf die Filmbauten.

## Kritiken
Der von der Kritik nur wenig beachtete Film wurde zumeist mäßig besprochen. Die Arbeiter-Zeitung kommentierte: „Die Geschichte ist sehr seicht und uninteressant, die Regie verzichtet nicht einmal auf die derbsten Scherze und selbst das Spiel Jakob Tiedtkes und der Margarete Kupfer können über die Albernheit der ganzen Sache nicht hinweghelfen.“